# Las Californias
Las Californias es un nombre que en diferentes épocas se le ha otorgado a la región que comprende en la actualidad a los estados de Baja California y Baja California Sur en México y el estado de California en los Estados Unidos. El gentilicio inicial para esta región fue el de californio.
Originalmente el nombre de California se le otorgó a la región descubierta por el piloto navegante Fortún Jiménez , quien avistó y visitó en 1534 la península, la cual pensó que era una isla.
Administrativamente, la provincia fue parte de la Comandancia General de las Provincias Internas, en Nueva España. En 1804, fue creada Alta California.

## Geografía y organización política de Las Californias
La parte interior de Las Californias no fue claramente definida, a pesar de los esfuerzos de las autoridades coloniales. Limitaron al este con las provincias de Sonora y Sinaloa, Santa Fe de Nuevo México y Luisiana, y al norte con el Territorio de Oregón.
El área fue mayoritariamente colonizada por misioneros jesuitas, que fueron los encargados de evangelizar, y reorganizar política y socialmente a las comunidades nativas de la región. Los esfuerzos de los jesuitas fueron respaldados con la presencia de soldados españoles, asentados mediante un sistema de presidios, aunque el control del gobierno civil lo mantuvieron los jesuitas hasta su expulsión en 1767. Los asentamientos hispanos en Baja California comenzaron en el siglo XVII y en el siglo XVIII en el área que es hoy el estado de California. Las Californias estuvieron al principio bajo la jurisdicción judicial de la Real Audiencia de Guadalajara.
El 22 de agosto de 1776, Las Californias fueron organizadas como parte de la Comandancia General de las Provincias Internas. En 1804 la corona estableció dos gobernaciones en la región, una en Baja California o Antigua California y la otra en las áreas restantes de la parte norte continental, que fue llamada Alta California o Nueva California.

### Primeras expediciones

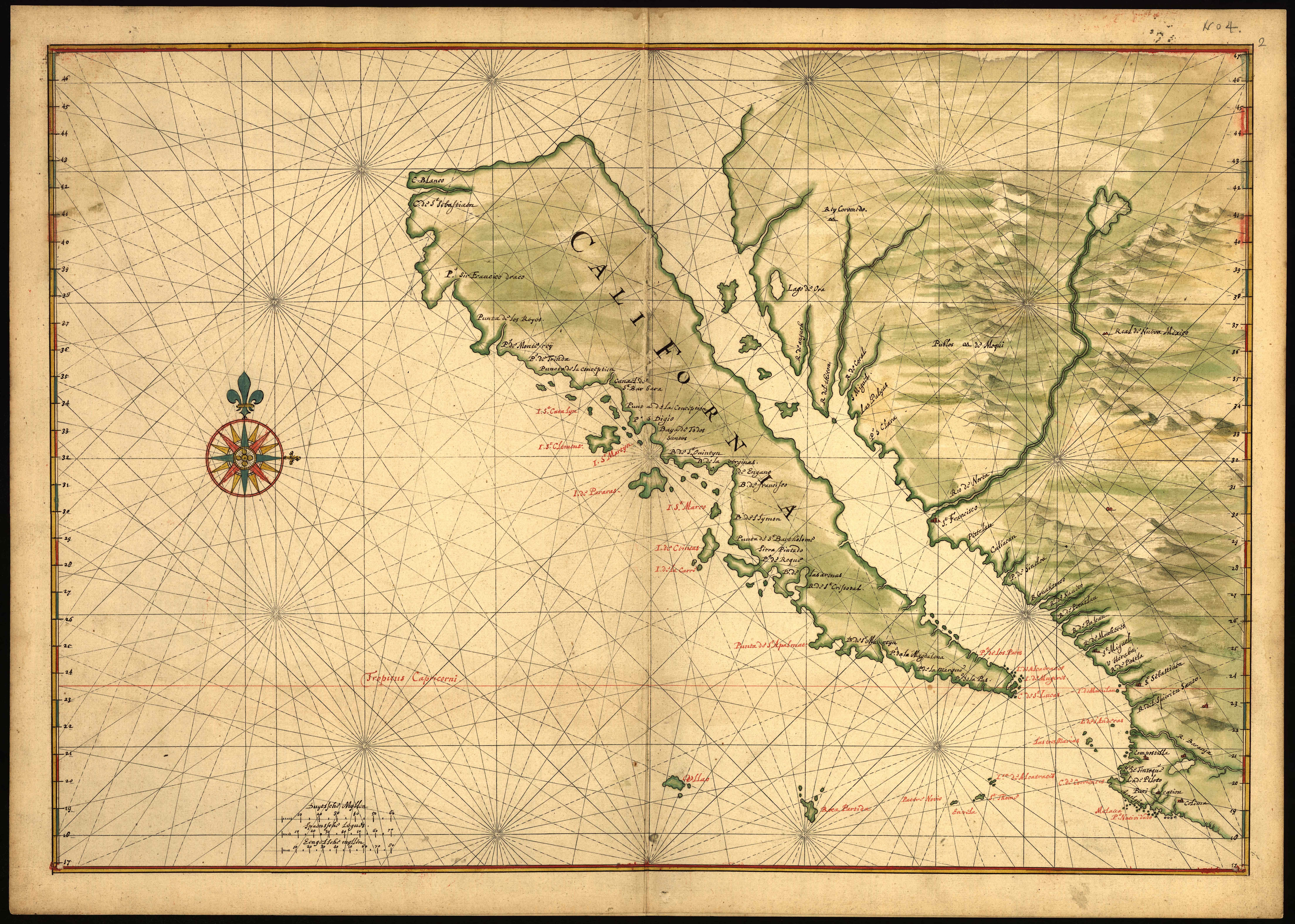
La "Isla" de California.

Se considera actualmente a Hernán Cortés como el descubridor de la península, aun cuando el primer europeo que desembarcó en lo que hoy es la península de California fue el piloto y navegante español Fortún Jiménez quien al mando del navío Concepción, cuyo patrón era Hernán Cortés, avistó y visitó en el año 1534 la península, de la cual pensó que era una isla.
El primer europeo que puso pie dentro de lo que hoy es el estado de Baja California fue el navegante Francisco de Ulloa, quien recorrió ambos litorales de la península de California entre 1539 y 1540, así como la costa del hoy estado de Sonora.
Hernán Cortés quien ya había patrocinado tres viajes de exploración en la Mar del Sur (océano Pacífico) y los cuales habían terminado en fracasos, decidió enviar un cuarto viaje de exploración al mando de Francisco de Ulloa en 1539.
Ingresaron al golfo de California y visitaron en el viaje de ida y de regreso la abandonada población de la Santa Cruz, conocida actualmente como La Paz, llegaron al extremo norte del Golfo el 28 de septiembre, a lo que se conoce actualmente como desembocadura del río Colorado y llamaron a la boca del río "Ancón de San Andrés".
En 1542, Juan Rodríguez Cabrillo navegó en el océano Pacífico siguiendo la costa de la península de California más allá de los 40° de latitud norte y nombró las tierras descubiertas  Nueva California en oposición a la Vieja California, ya exploradas.
El 5 de abril de 1683, Isidro de Atondo y Antillón, reafirmo el dominio español sobre la península y le cambió el nombre al Puerto de la Santa Cruz por el de Puerto de Nuestra Señora de la Paz, aunque posteriormente, el 4 de julio de ese mismo año, se retiró de la región.

### Colonización

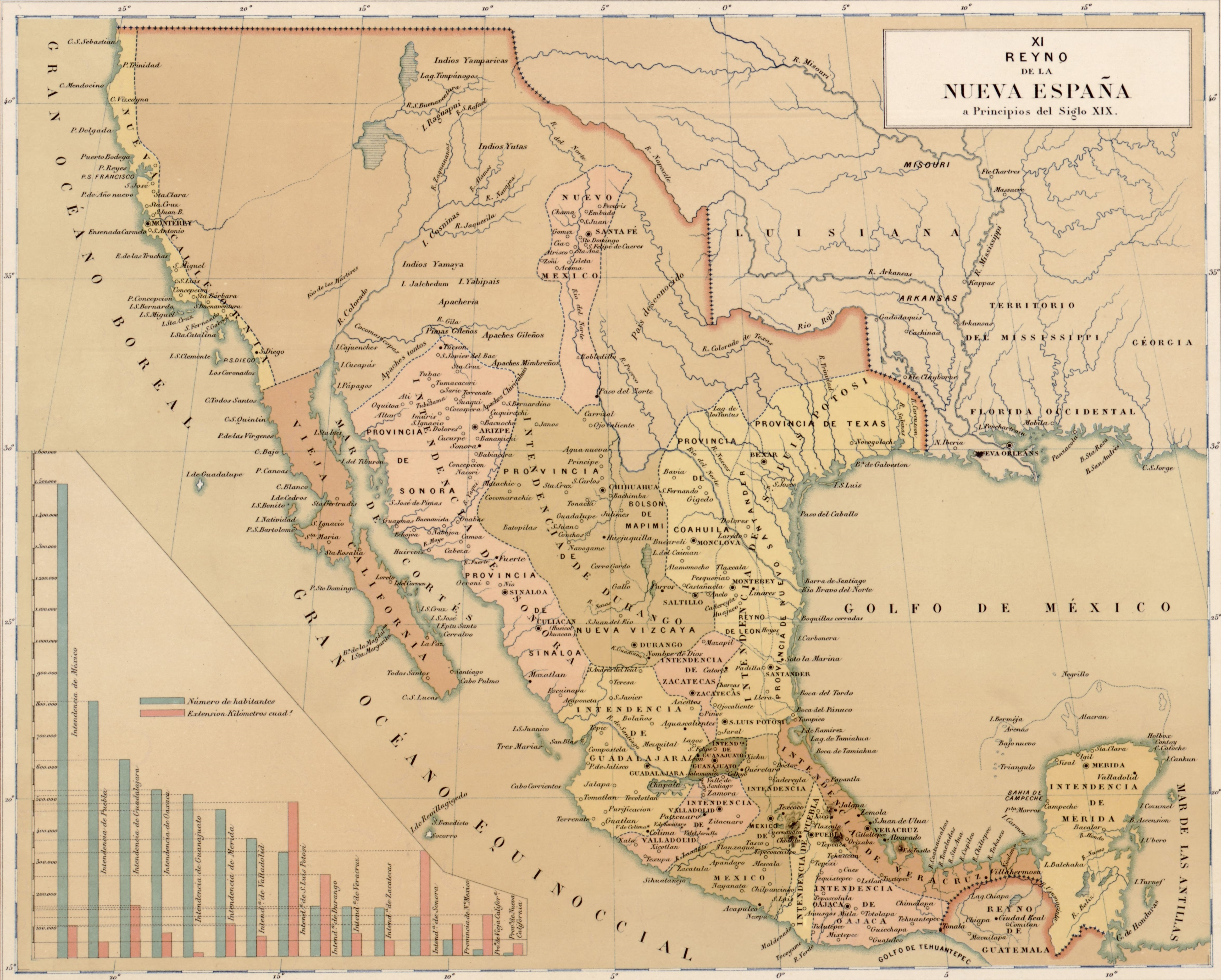
Nueva España a principios del.

El periodo de colonización en Las Californias inicio durante el siglo XVII, y concluyó con la Independencia de México. Al inicio la colonización fue tarea exclusiva de la Compañía de Jesús, concentrada exclusivamente en Baja California. La primera misión en Baja California fue la efímera Misión de San Bruno. La primera misión exitosa fue la Misión de Loreto Conchó, fundada en 1697 en Loreto.
La segunda mitad del siglo XVIII trajo cambios en la política por varias razones. Primero por las incursiones de potencias extranjeras, especialmente de Rusia, y en menor medida, británicos, en busca de comercio de pieles. Al mismo tiempo, la administración de la zona se revitalizó debido a las Reformas Borbónicas, llevadas a cabo por José de Gálvez, que fue primero, visitador al Virreinato de Nueva España y más tarde, el ministro de Indias.
Por último, otro cambio drástico se produjo cuando la corona ordenó la expulsión de los jesuitas de todos los territorios españoles en 1767. Los dominicos fueron seleccionados para hacerse cargo de las misiones en Baja California. En ese mismo tiempo fue creado un plan para fortalecer el dominio español en el área. Los franciscanos fueron elegidos por las autoridades para llevar a cabo este plan en 1769.
La primera frontera entre las dos Californias fue situada en Punta El Descanso, que hoy ocupa el Centro Histórico y Cultural Calafia. La frontera exacta entre los territorios de las órdenes misioneras en las Californias fue establecida en 1773 por Francisco Palou. La frontera de la parte sur del territorio, conocida como "Vieja California" o Baja California, se situó en las Playas de Rosarito, unos 25 km al sur de la frontera internacional actual. La parte norte conocida como "Nueva California" y más tarde la Alta California, llegaba hasta el Territorio de Oregón.

## Alta California

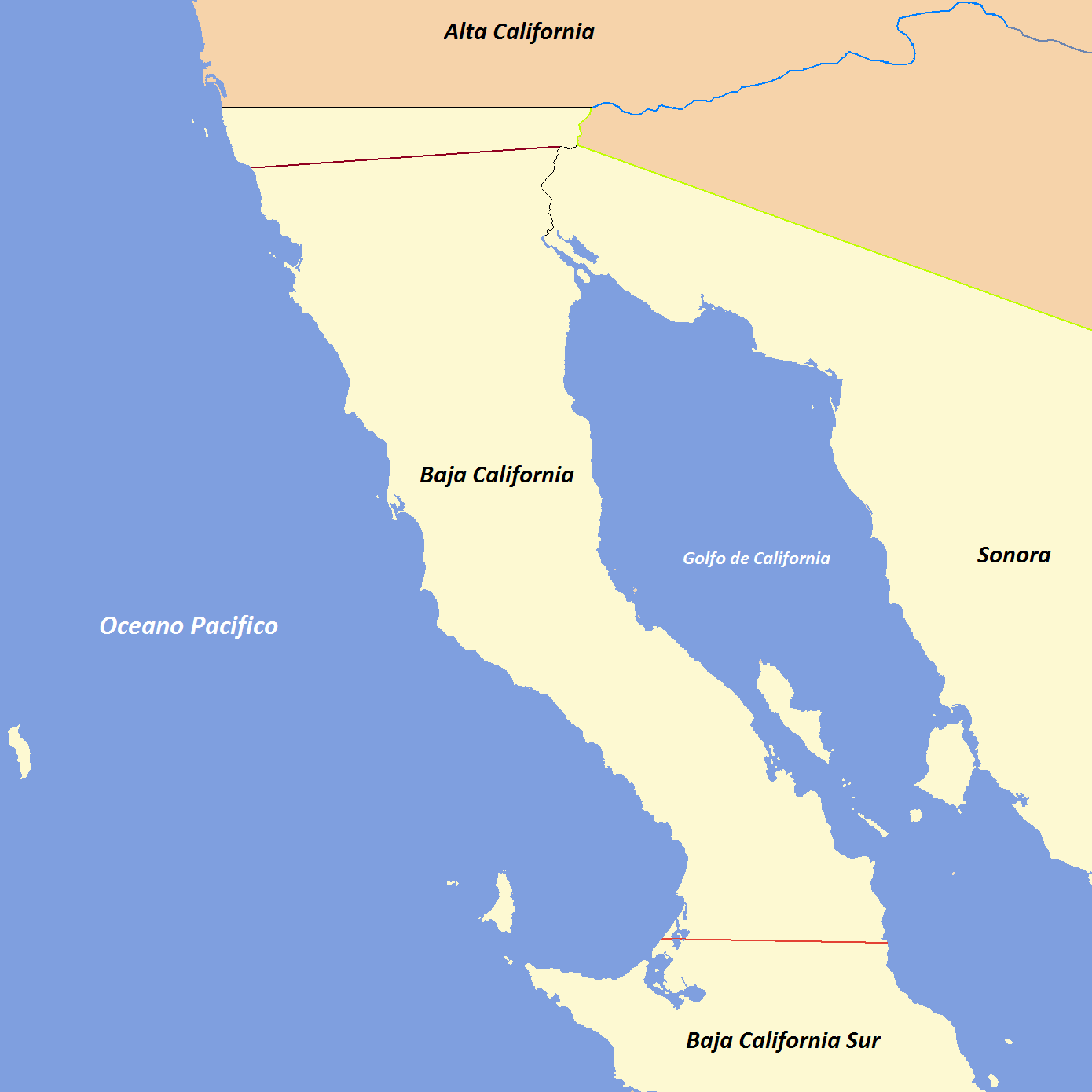
Límites políticos de las Californias.
Línea de Palau (1773)
Tratado de Guadalupe Hidalgo (1848)
Tratado de la Mesilla (1853)
Río Gila (frontera de Alta California hasta 1853)
Límite de Baja California Sur (1930)

Alta California fue separada de Baja California después de la expulsión de los jesuitas, para lo concerniente a las misiones, pero no fue separada administrativamente. Las misiones existentes en Baja California fueron otorgadas a los dominicos y los franciscanos fueron los encargados de desarrollar misiones en Alta California. La primera misión en Alta California fue la Misión de San Diego de Alcalá, fundada en 1769.
Las Leyes de Indias, que regularon la vida social, política y económica de la parte americana de la Monarquía Hispánica, incluían planes de establecer poblaciones seculares en Alta California. Al igual que en Baja California, se fundaron presidios para proteger a los misioneros. La primera población en Alta California fue San José de Guadalupe, fundada el 29 de noviembre de 1777, seguida de Nuestra Señora, la Reina de los Ángeles, fundada el 4 de septiembre de 1781.
En 1804, las Californias fueron separadas administrativamente y cada provincia tuvo su propio gobernador.
Luego independizarse de España en 1821, el Imperio Mexicano unió los territorios bajo el nombre de la Provincia de las Californias. Luego de la disolución del Imperio, se creó la República federal de los Estados Unidos Mexicanos y debido a su baja población las Californias no fueron admitidas como estados, pero fueron separadas nuevamente convirtiéndose en Territorios Federales.
En 1835, con la instauración de la República Centralista, Las Californias fueron unidas nuevamente para formar el Departamento de las Californias.
En 1848, como consecuencia de la guerra entre Invasión estadounidense a México, México perdió Alta California. Debido a las negociaciones de Manuel de la Peña y Peña, conservó la Baja California y el estrecho de tierra que la une con Sonora. La frontera fue movida aproximadamente 25 km al norte, y esa misma frontera situada por el Tratado de Guadalupe Hidalgo es la que se conserva actualmente como frontera internacional.
Alta California fue finalmente admitida como estado federado de los Estados Unidos de América el 9 de septiembre de 1850, como el estado de California.

## Baja California
Luego de perder la Alta California, el territorio de la península continuó administrado como Territorio federal, dependiendo directamente del gobierno federal.
En 1853, el gobierno estadounidense nombró a James Gadsden como ministro en México y le ordenó intentar la compra todo el territorio mexicano por encima del paralelo 25° Norte a cambio de una suma de 50 millones de dólares, como segunda opción, la compra del territorio por encima del paralelo 30° Norte más la península de Baja California, el gobierno mexicano se negó a vender territorio, así que el gobierno estadounidense optó por negociar una línea fronteriza en el valle de la Mesilla que le fuera favorable, usando como pretexto la falta de una determinación topográfica adecuada de la frontera, la cual ya se había realizado. Las negociaciones empezaron cuando el gobierno mexicano previo que el estadounidense tomaría cualquier medio para rehacer las fronteras, así que prefirió negociar únicamente la venta de la Mesilla. México nuevamente logró mantener como parte de su territorio la Baja California.
El 30 de diciembre de 1930, el Congreso de la Unión y las legislaturas estatales aprobaron las reformas a la Constitución por las cuales se crearon el Territorio Norte de Baja California y el Territorio Sur de Baja California, el punto de partida sería el paralelo 28, se publicaron en el Diario Oficial el 7 de febrero de 1931.
El 16 de enero de 1952, el territorio Norte de Baja California fue admitido como el estado número 29 de la Unión Mexicana.
El 8 de octubre de 1974, tras permanecer como territorio federal por más de 150 años, el territorio Sur de Baja California fue admitido como el estado 30 (el 31 fue Quintana Roo), dándole a México su actual configuración.